# Salmis

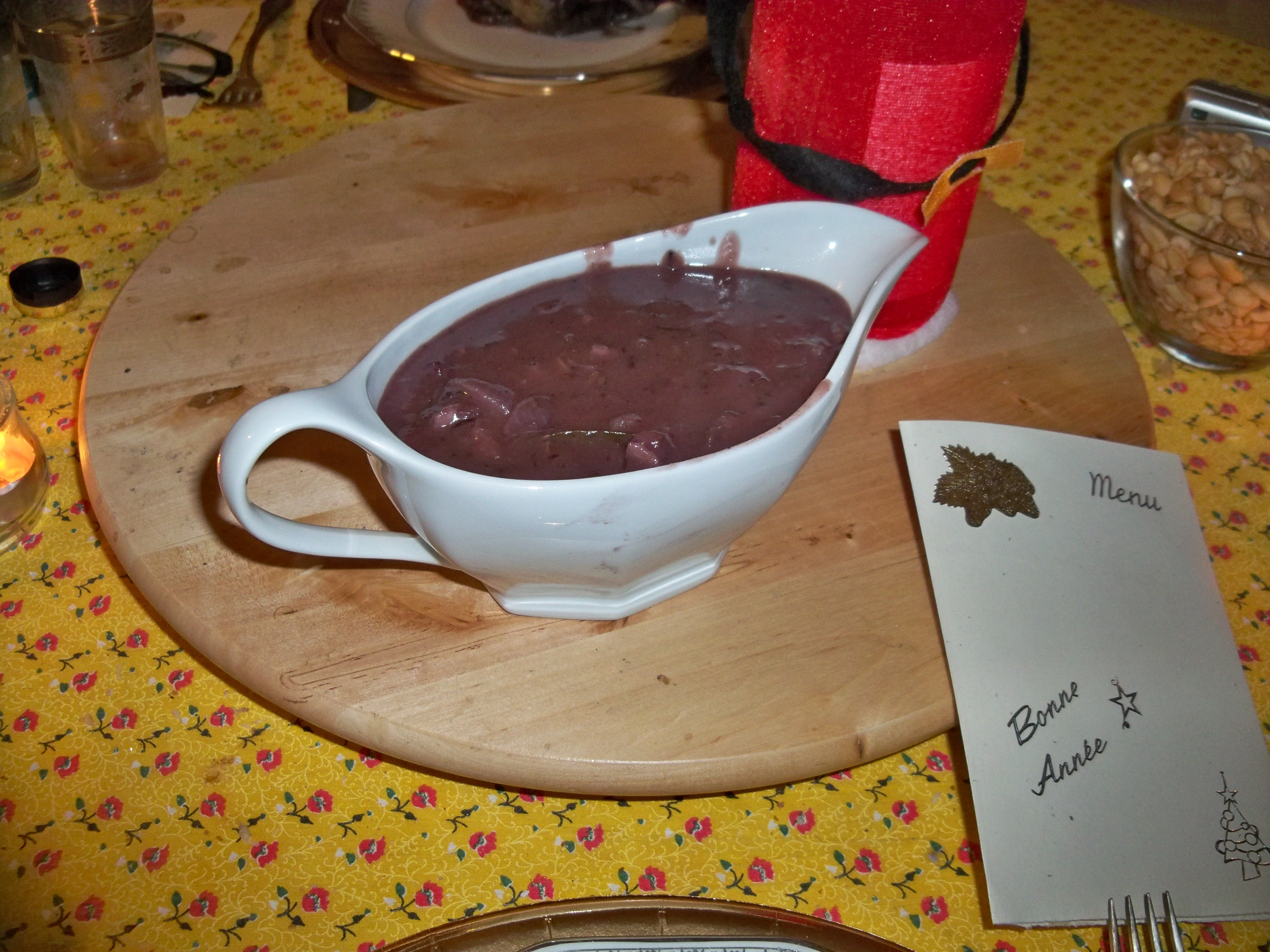
Salmorejo

El salmis (denominado igualmente en español salmorejo) es una salsa elaborada con el guiso de caza menor. Se trata de un ragú de carnes de caza, que ha sido salteado o asado y cuyo denominación larga en francés es salmigondis. Es una preparación culinaria tradicional de la cocina francesa (que se denomina habitualmente como salmis) y de la cocina española (que se denomina frecuentemente como salmorejo). Es frecuente que se emplee sobre aves como la becada (de nombre Scolopax rusticola y también como chocha-perdiz), sobre faisán, palomas, pichones, gansos, pato, pollo, codorniz, capón, avutarda, perdiz, pintada, pularda, etc. En España es habitual la preparación con platos de conejo (denominado como conejo en salmorejo), y en Italia lo fue de liebre.

## Características
La denominación salmis indica la preparación culinaria en forma de salsa en la que poner la carne asada. En francés la denominación larga salmingondis significa mezcla absurda. La denominación española de salmorejo no debe confundirse con la salsa homónima que por polisemia se denomina igual: salmorejo cordobés. Las carcasas suelen vaciarse de las asaduras y enjuagarse en algunas ocasiones con un poco de vinagre (generalmente aromatizado). Los pedazos de carne de caza suelen rehogarse en una sartén con un poco de grasa (dependiendo del país se emplea manteca de vaca, de cerdo, etc). Tras esta operación se suele emplear un caldo de carne (salsa española) y se deja reducir.

## En la cultura popular
- Julio Verne describe en su obra Los hijos del capitán Grant de 1867 un salmis de perdices.[6] La referencia a esta denominación francesa aparece en varias ocasiones.
- En la obra de ópera Don Giovanni se prepara el leporello in salmís.[4] Aparece en la cena del convidado de piedra.
- En la lozana andaluza aparece en varias ocasiones, sobre todo en una escena en que la lozana muestra la elaboración de este plato como muestra de sus habilidades culinarias.[7]